# كونغرس ألباني
كونغرس ألباني (١٩ يونيو - ١١ يوليو ١٧٥٤)، المعروف أيضًا باسم اتفاقية ألباني لعام ١٧٥٤، وهو اجتماعٌ لممثلين أرسلتهم الهيئات التشريعية لسبع مستعمرات بريطانية في أمريكا البريطانية: كونيتيكت، ماريلند، ماساتشوستس، نيو هامبشاير، نيويورك، بنسلفانيا، رود آيلاند. أما المستعمرات التي لم تحضر، فكانت نيوفندلاند، نوفا سكوشا، نيوجيرسي، فرجينيا، جورجيا، كارولاينا الشمالية، وكارولاينا الجنوبية. كان الممثلون يجتمعون يوميًا في قاعة المدينة في ألباني، نيويورك، من ١٩ يونيو إلى ١١ يوليو ١٧٥٤، لمناقشة تحسين العلاقات مع قبائل الأمريكيين الأصليين، واتخاذ تدابير دفاعية مشتركة ضد التهديد الفرنسي القادم من كندا، وذلك في المرحلة الافتتاحية من الحرب الفرنسية والهندية، وهي الجبهة الأمريكية الشمالية في حرب السنوات السبع بين بريطانيا العظمى وفرنسا.
لم يكن هدف المندوبين إنشاء أمة أمريكية؛ بل كانوا مستعمرين بمهمة محدودة تتمثل في السعي إلى إبرام معاهدة مع قبيلة الموهوك وقبائل الإيراكوي الرئيسية الأخرى. كانت هذه أول مرة يجتمع فيها المستعمرون الأمريكيون معًا، وقد شكّل ذلك نموذجًا استُخدم في تأسيس مؤتمر قانون الطوابع عام ١٧٦٥، وكذلك الكونغرس القاري الأول عام ١٧٧٤، واللذين كانا بمثابة مقدمة للثورة الأمريكية.